# NGC 3863
NGC 3863 ist eine Spiralgalaxie vom Hubble-Typ Sbc im Sternbild Jungfrau auf der Ekliptik. Sie ist schätzungsweise 198 Millionen Lichtjahre von der Milchstraße entfernt und hat einen Durchmesser von etwa 165.000 Lj.
Im selben Himmelsareal befinden sich u. a. die Galaxien NGC 3843, NGC 3876, IC 720, IC 724.
Das Objekt wurde am 25. März 1865 vom deutschen Astronomen Albert Marth entdeckt.